# Метрическое дерево
Метрическое дерево (или {\displaystyle \mathbb {R} }-дерево) — определённый тип метрических пространств. 
Являются простейшими примерами гиперболических пространств в смысле Громова;
их можно определить как 0-гиперболические пространства в смысле Громова, то есть все их треугольники являются ноль-тонкими.
Они возникают естественным образом в геометрической теории групп и теории вероятностей.

## Определение
Геодезическое пространство {\displaystyle X} является метрическим деревом, 
если это  пространство, где каждый треугольник является треногой; 
иначе говоря, если для каждого треугольника {\displaystyle [xyz]}  найдется точка {\displaystyle p}, лежащая на всех трёх геодезических  {\displaystyle [xy],[yz],[zx]}.

## Свойства
- Геодезическое пространство {\displaystyle X} является метрическим деревом тогда и только тогда, когда для любых четырёх точек {\displaystyle p,q,x,y\in X} выполняется следующее неравенство:
{\displaystyle |p-q|_{X}+|x-y|_{X}\leqslant \max\{\,|p-x|_{X}+|q-y|_{X},|p-y|_{X}+|q-x|_{X}\,\},}

где {\displaystyle |p-q|_{X}} обозначает расстояние между точками {\displaystyle p} и {\displaystyle q} в метрическом пространстве {\displaystyle X}.
- Если {\displaystyle X_{n}} — последовательность {\displaystyle \delta _{n}}-гиперболических пространств, и {\displaystyle \delta _{n}\to 0} при {\displaystyle n\to \infty }, то ультрапредел {\displaystyle X_{n}} является метрическим деревом.
  - В частности, конус на бесконечности {\displaystyle \delta }-гиперболического пространства является метрическим деревом.

## Примеры
- Если {\displaystyle X} — это граф с комбинаторной метрикой, тогда это метрическое дерево, тогда и только тогда, когда граф {\displaystyle X} — дерево (то есть не имеет циклов).
- Вещественная прямая, к каждой точке которой приклеено по вещественной прямой.